# صبا قمر
صبا قمر (به انگلیسی: Saba Qamar) (زاده ۵ آوریل ۱۹۸۴) بازیگر پاکستانی است.
از فیلم‌هایی که وی در آن نقش داشته است می‌توان به مدرسه هندی اشاره کرد.